# Ingrid Steeger
Ingrid Steeger (Berlín, 1 de abril de 1947 -  Bad Hersfeld, 22 de diciembre de 2023)  fue una actriz y cantante alemana. Se dio a conocer al gran público gracias a la serie de televisión Klimbim, de Michael Pfleghar. Entre 1966 y 2006 participó en un centenar de producciones cinematográficas y televisivas..
Trabajó como cómica y actriz en Alemania. Se hizo famosa por su papel de Gaby Klimbim en el programa cómico Klimbim [de] de Michael Pfleghar en los años 70.

## Cine y televisión
Al principio de su carrera, actuó en películas eróticas y sexuales, así como en comedias. Ganó popularidad nacional con la serie de televisión Klimbim, de Michael Pfleghar, junto a Elisabeth Volkmann, Horst Jüssen, Wichart von Roëll y Peer Augustinski. La serie se emitió de 1973 a 1979, y en 1975 publicó el exitoso álbum Ingrid Steeger sings Klimbim como parte del programa de televisión. Ese mismo año, apareció una serie de fotos eróticas de Steeger en Playboy.

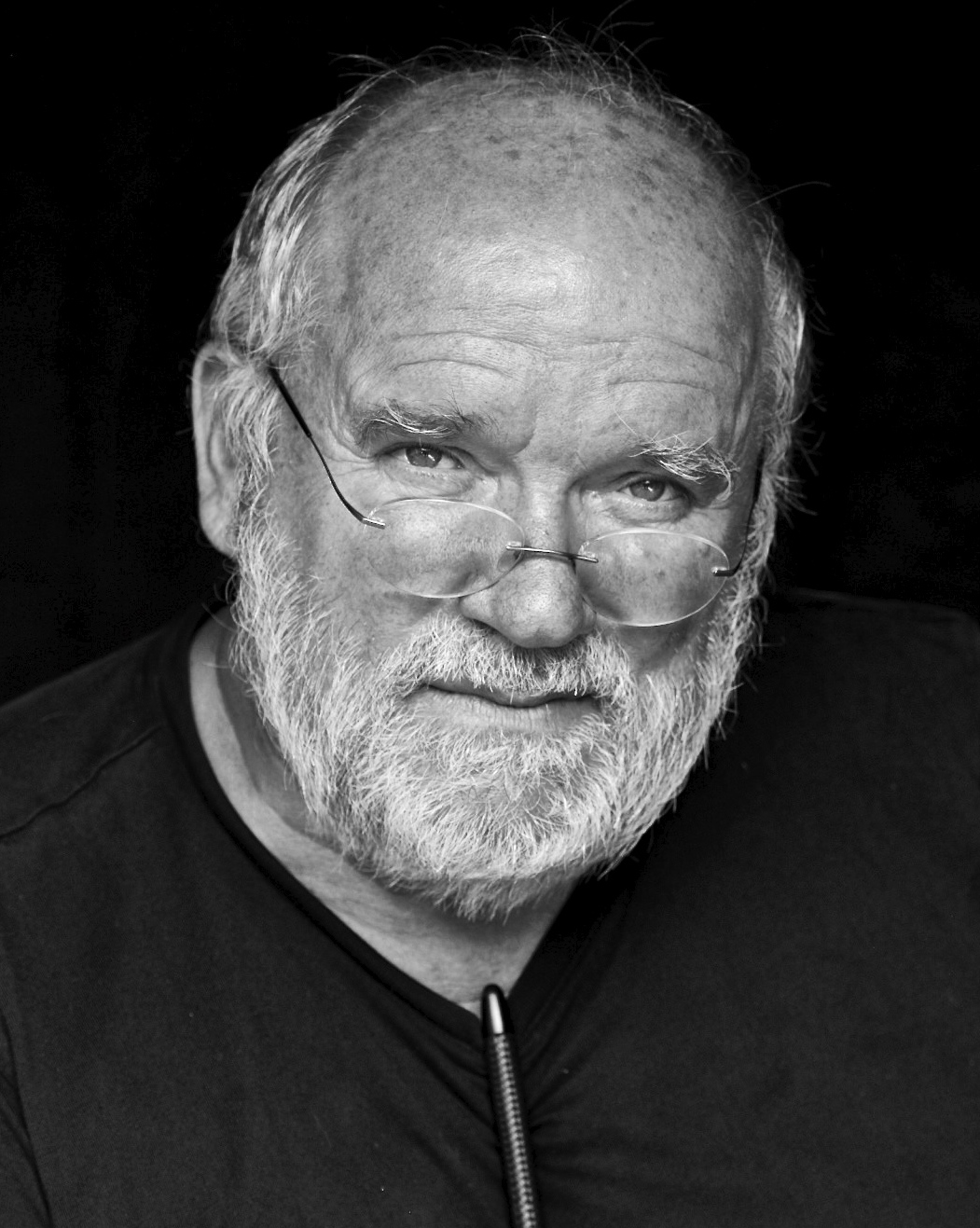
Peter Lindbergh

En 1978, Steeger interpretó uno de los papeles principales, junto a Iris Berben, de la bailarina de club nocturno Kikki, en la serie de televisión Zwei himmlische Töchter, derivada de Klimbim. Cuando se emitió por primera vez, Zwei himmlische Töchter se emparejó con el programa cómico Die Gimmicks (un conjunto similar a Klimbim en cuyo club nocturno se presentaban y resumían las experiencias de las hijas del cielo). En esa época, los fabricantes de las marcas Rolo y Old Spice también reconocieron su gran potencial publicitario y la contrataron como imagen publicitaria de sus productos. Las fotos fueron tomadas por Peter Lindbergh, que apenas era conocido en aquella época y sólo se hizo más famoso unos años más tarde con sus retratos de mujeres. Así se convirtió en una de las primeras estrellas alemanas en anunciar productos de marca.
En 1985, Peter Fratzscher dio a Steeger el papel protagonista femenino de Lisa Strauber, propietaria de un restaurante, junto a Franco Nero, en la comedia cinematográfica André schafft sie alle. En 1992 pasó al lado serio del negocio con el papel de Mona en el telefilme en cuatro partes Der große Bellheim, de Dieter Wedel.

## Teatro

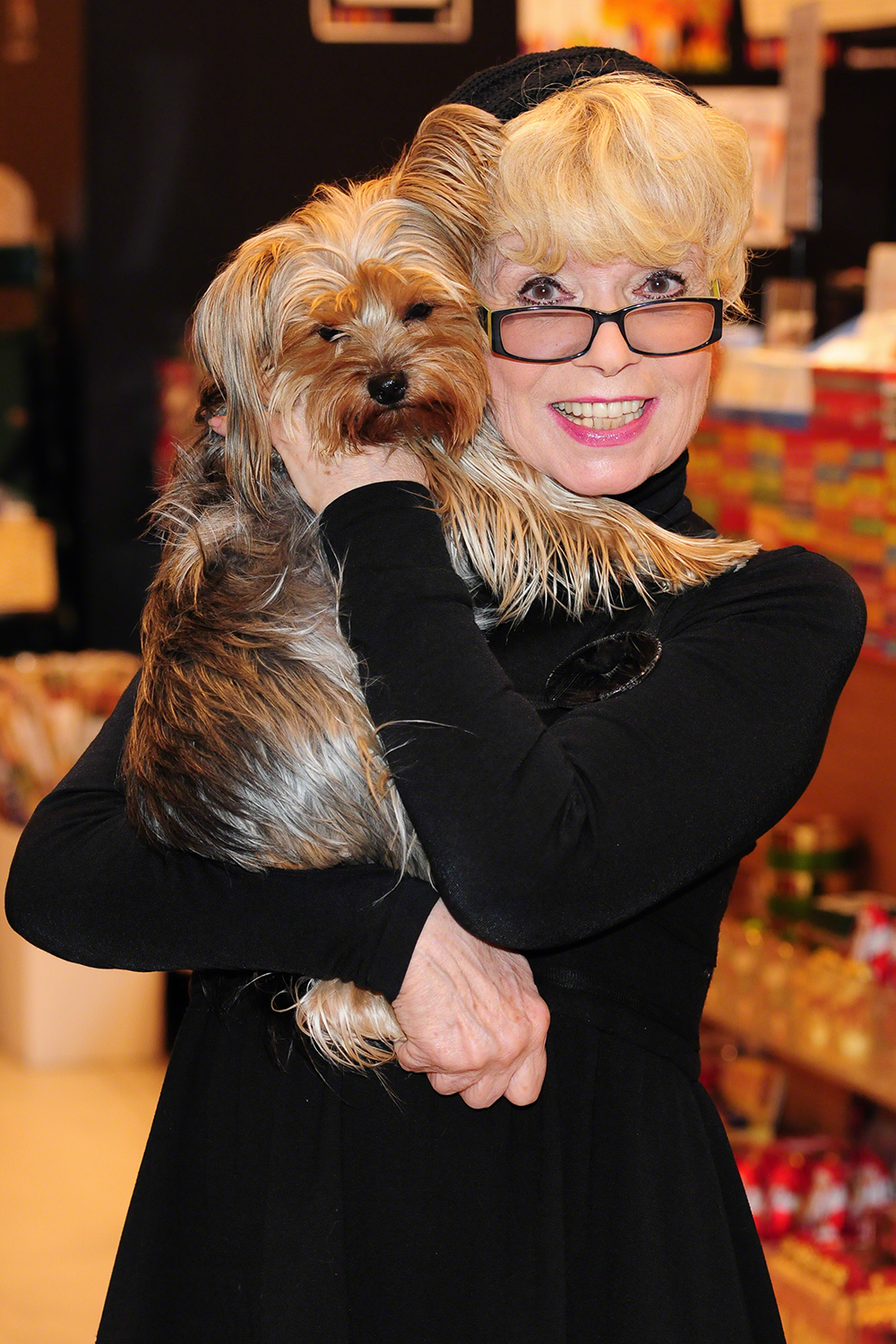
Ingrid Steeger en 2013

En 2004, Steeger y la Familia del Caos experimentaron un renacimiento sobre los escenarios con los mismos actores que en los años setenta, bajo el título Die Klimbim-Familie lebt Tras años sin compromisos dignos de mención y tras el fin de las representaciones teatrales de la familia Klimbim, debido a las muertes de Elisabeth Volkmann (2006) y Horst Jüssen (2008), así como a un derrame cerebral sufrido por Peer Augustinski, Ingrid Steeger pasó a depender del subsidio de desempleo A partir de febrero de 2011, apareció en el escenario de la Komödie Kassel en la obra Jackpot.  En mayo de 2012, apareció de nuevo en el escenario del Teatro de la Comedia de Kassel en la obra Gatte gegrillt. De noviembre de 2012 a febrero de 2013, actuó en la obra Der Kurschattenmann en el Theater am Dom de Colonia. En noviembre de 2014, presentó Herzgeschichten - Erotisches und heiter Besinnliches von Goethe bis Marilyn Monroe en el Kammerspielchen de Solingen. En 2019, apareció en escena en el Festival de Bad Hersfeld en una producción de Der Prozess (dirigida por Joern Hinkel) como Fräulein Montag.

## Vida privada
Steeger se casó con el director de fotografía Lothar Elias Stickelbrucks en 1973 y se divorció dos años después. A partir de 1974, el director Michael Pfleghar fue su pareja. En 1977 viajó a Kenia con el cazador Peter Koenecke. De 1983 a 1987 vivió con el actor Jean-Paul Zehnacker y de 1988 a 1992 estuvo casada con el director Dieter Wedel. Tras separarse de él, se casó con el indio y ecologista estadounidense Tom LaBlanc, de quien se divorció en 1995. Vivió un año con el actor Bernd Seebacher en Zúrich. En 1997 se trasladó a Hamburgo. Escribió un libro sobre sus difíciles relaciones con los hombres, Meine MANNschaft, publicado en 2004.

Steeger se dedicaba a ayudar a discapacitados mentales y niños con VIH/sida.

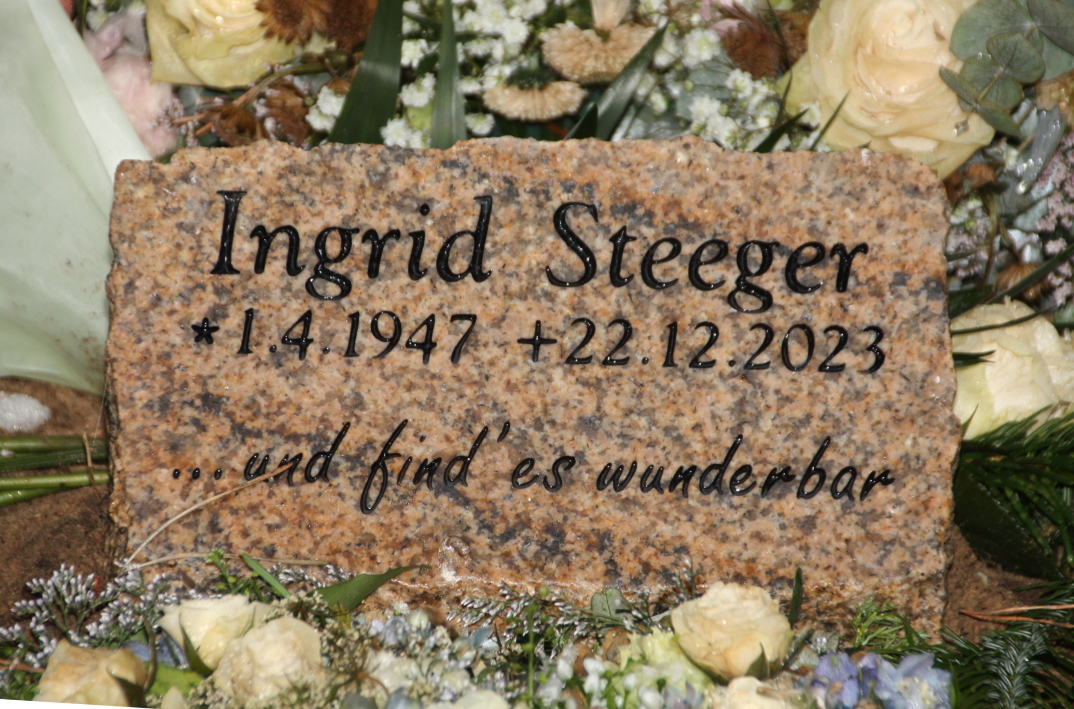
Tumba en el Südwestkirchhof Stahnsdorf

## Fallecimiento
A partir de 2010, vivió recluida en Múnich-Schwabing. Desde 2020, vivió con su hermana Jutta en Bad Hersfeld, Hesse. Tras problemas de salud y una caída en septiembre de 2022, vivió en una residencia de ancianos.  Ingrid Steeger falleció de una obstrucción intestinal el 22 de diciembre de 2023 a la edad de 76 años en un hospital de Bad Hersfeld El 19 de enero de 2024, la urna de Ingrid Steeger fue enterrada en el cementerio Südwestkirchhof de Stahnsdorf, cerca de Berlín.

## Filmografía
- Karriere (1966): A belles dents
- Der Gorilla von Soho (1968): El gorila de Soho.[16]
- Der Partyphotograph (1968): El fotógrafo de la fiesta.[17]
- Die Töchter von Glücksburg: Rat mal, wer heut bei uns schläft…? (1969): Las hijas de Glücksburg: Adivina quién duerme en casa hoy…[18]
- Die liebestollen Baronessen (1970): Las baronesas locas de amor.[19]
- Oswalt Kolle: Dein Mann, das unbekannte Wesen (1970): Oswalt Kolle: Tu esposo, la criatura desconocida. [20]
- Ich – ein Groupie (1970): Yo, una groupie. [21]
- Die Sex-Abenteuer der drei Musketiere (1971): Las aventuras sexuales de los tres mosqueteros. [22]
- Der lüsterne Türke (1971): El turco lujurioso. [23]
- Die Tote aus der Themse (1971): La muerta del Támesis.[24]
- Blutjunge Verführerinnen (1971): Seductoras muy jóvenes. [25]
- Ehemänner-Report (1971): Reportaje sobre los esposos. [26]
- Die goldene Banane von Bad Porno (1971): El plátano dorado de Bad Porno. [27]
- Die Stewardessen (1971): Las azafatas. [28]
- Sonne, Sylt und kesse Krabben (1971): Sol, Sylt y cangrejos picantes
- Zum zweiten Frühstück: Heiße Liebe (1972): Para el segundo desayuno: Amor ardiente
- Bettkarriere (1972): Carrera en la cama. [29]
- Blutjunge Verführerinnen 2 (1972): Seductoras muy jóvenes 2. [30]
- Auf Befehl erschossen - Die Brüder Sass, einst Berlins große Ganoven(1972): Disparado por orden[31]
- Mädchen, die nach München kommen (1972): Chicas que llegan a Múnich. [32]
- Hochzeitsnacht-Report (1972): Reporte de la noche de bodas
- Massagesalon der jungen Mädchen (1972): Salón de masajes de las jóvenes
- Schulmädchen-Report. 4. Teil: Was Eltern oft verzweifeln läßt (1972): Reporte de las colegialas. Parte 4: Lo que desespera a los padres a menudo
- Krankenschwestern-Report (1972): Reporte de las enfermeras
- Blutjunge Verführerinnen 3 (1972): Seductoras muy jóvenes 3
- Hausfrauen-Report international (1973): Reporte internacional de amas de casa
- Liebe in drei Dimensionen (1973): Amor en tres dimensiones. [33]
- Der Kommissar – Das Komplott (1973): El comisario – La conspiración
- Schulmädchen-Report. 5. Teil: Was Eltern wirklich wissen sollten (1973): Reporte de las colegialas. Parte 5: Lo que los padres realmente deberían saber
- Die Bett-Hostessen (1973): Las azafatas de cama. [34](Papel: Anfitriona del ciclista Carlo)
- Junge Mädchen mögen’s heiß, Hausfrauen noch heißer (1973): A las chicas jóvenes les gusta caliente, a las amas de casa aún más caliente[35](Papel:Nathalie)
- Liebesmarkt (1973): Mercado del amor (Papel:Sabine)[36]
- Klimbim (1973–1979): Klimbim
- Drei Männer im Schnee (1974): Tres hombres en la nieve
- Ein langer Ritt nach Eden (1974): Un largo viaje a Edén
- Münchner Geschichten – Maulhelden (1974): Historias de Múnich – Fanfarrones
- Derrick – Hoffmanns Höllenfahrt (1975): Derrick – El viaje al infierno de Hoffmann
- Beschlossen und verkündet – Vater werden ist nicht schwer (1975): Decidido y anunciado – Ser padre no es difícil
- Beschlossen und verkündet – Herrn Wittichs Witwen (1975): Decidido y anunciado – Las viudas del Sr. Wittich
- Zwei himmlische Töchter (1978): Dos hijas celestiales
- Zwei Kumpel in Tirol (1978): Dos amigos en Tirol
- Susi (1980): Susi. [37]
- André schafft sie alle (1985): André conquista a todas
- Die Krimistunde – Wer leistet mir Gesellschaft? (1985): La hora del crimen – ¿Quién me acompaña?
- Glücklich geschieden (1985): Felizmente divorcida. [38]
- Warten auf Hugo (1986): Esperando a Hugo
- Derrick – Absoluter Wahnsinn (1987): Derrick – Locura absoluta
- Wilder Westen inclusive (1988): Salvaje oeste incluido
- Pension Corona (1989): Pensión Corona. [39]
- Der neue Mann (1990): El nuevo hombre. [40]
- Der große Bellheim (1991): El gran Bellheim. [41]
- Glückliche Reise – Malediven (1992): Viaje feliz – Maldivas
- Familie Heinz Becker – Im Supermarkt (1993): Familia Heinz Becker – En el supermercado
- Geschichten aus der Heimat (1994): Cuentos de la patria. [42]
- Zwei alte Hasen – Grandhotel (1994): Dos viejos zorros – Gran hotel [43]
- Großstadtrevier – Der blonde Engel (1996): Distrito metropolitano – El ángel rubio
- Rosamunde Pilcher – Eine besondere Liebe (1996): Rosamunde Pilcher – Un amor especial
- Die blaue Kanone (1999): El cañón azul
- Ein Fall für zwei – Blutige Noten (1999): Un caso para dos – Notas sangrientas
- Freunde fürs Leben (1999–2001): Amigos para toda la vida
- Paul Is Dead (2000): Paul está muerto
- Gute Zeiten, schlechte Zeiten (2002): Buenos tiempos, malos tiempos
- Klinikum Berlin Mitte – Leben in Bereitschaft – Die grüne Fee (2002): Hospital Berlin Mitte – Viviendo en alerta – El hada verde
- Unser Charly – Charly und die Zebrafrau (2004): Nuestro Charly – Charly y la mujer cebra
- Edel & Starck – Eine Landpartie (2004): Edel & Starck – Un viaje por el campo. [44]
- Crazy Race 2 – Warum die Mauer wirklich fiel (2004): Carrera loca 2 – Por qué realmente cayó el muro
- Der Pfundskerl – Giftbrühe
- (2005): El tipo robusto – Caldo venenoso. [45]
- Goldene Zeiten (2006): Tiempos dorados[46]